# Hélie de Pons
Hélie de Pons est un évêque français.